# Allociné
Cet article possède un paronyme, voir Allicine.
Allociné, officiellement orthographié AlloCiné, est un service fournissant des informations cinématographiques en ligne fondé par Jean-David Blanc en 1988, puis rejoint par Patrick Holzman. Il appartient depuis 2013 à la société Webedia.
Initialement, Allociné est un service d'informations téléphoniques sur les programmes de cinéma, qui s'est imposé grâce à un numéro mnémotechnique (40 30 20 10 puis 01 40 30 20 10) et l'absence de surtaxe à l'appel, contrairement à ses concurrents. La “voix” d’Allociné, interprétée par Patrice Baudrier, est devenue populaire au point d’être parodiée notamment par Gad Elmaleh. L'entreprise se diversifie pour s'imposer comme le portail web de référence en France dans ce domaine.
Si Allociné se concentre principalement sur la promotion des nouveautés en salles et en DVD et l'information concernant la programmation, son site offre également une base de données couvrant tous les films qui ont été diffusés en France, de manière similaire à l'Internet Movie Database. De même, au sein de ces données figurent de nombreuses évaluations média des films, appariées à un recueil d’extraits critiques et transposées sur une échelle de notation commune, elle-même couronnée d’une moyenne, ce qui fait d’Allociné un site agrégateur de critiques, comparable à Rotten Tomatoes aux États-Unis.
En 2000, Allociné lance Allociné Télévision, une chaîne de télévision consacrée à l'actualité du cinéma, aux films, et à ceux qui les font. En 2005, Allociné étend sa base de données aux séries télévisées. En 2011-2012 existe la chaîne de télévision en ligne Allociné TV. À la même période, Allociné lance Allociné Productions, une filiale spécialisée dans la production audiovisuelle.
Un temps propriété du groupe de médias Canal+ puis de Universal, la société est redevenue indépendante, avant d'être rachetée par Tiger Global, un fonds d'investissement américain en juin 2007. En juillet 2013, 98 % d'Allociné sont rachetés pour un montant de 66,9 millions d'euros par Fimalac, fonds d'investissement de Marc Ladreit de Lacharrière,. Allociné est alors affilié à la société Webedia, détenue par Fimalac.
En janvier 2015, le site fait partie, avec SensCritique, Première et Télérama, des quatre plates-formes choisies par le CNC comme partenaires dans le lancement de son moteur de recherche listant les offres VOD.

## Historique

### Années 1990
En 1988, alors que Jean-David Blanc a 20 ans, lui vient l’idée de créer un service d’information pour le cinéma par téléphone entièrement automatisé, qui permet d'obtenir gratuitement les horaires des films dans tous les cinémas parisiens. La marque AlloCiné est déposée en octobre 1988, puis Patrick Holzman rejoint le projet qu'ils lancent ensemble à l'occasion de la Fête du cinéma de juin 1993. En 1994, le service d'information téléphonique sur la programmation des salles est complété par un service de réservation de places. Puis il sort sur le Minitel en 1995[réf. nécessaire] (le service restera maintenu jusqu'à peu avant la fin du Minitel en 2012). En 1997, le service est lancé sur le web à l'adresse www.allocine.fr, suivi de sa version mobile (Allociné Édition Mobile) sur le WAP.

### Années 2000
Allociné développe le télé-achat par l'acquisition de cinestore.com (site de vente de produits dérivés cinématographiques et de disques vidéos issu de la vente par correspondance) vers août 2000. La vente des billets en ligne ne représente en effet que 15 à 20 % du chiffre d'affaires d'Allociné[réf. nécessaire]. Le 5 septembre 2000, Allociné lance sa chaîne thématique Allociné Télévision sur le bouquet de CanalSatellite, dont l’habillage musical est composé par Michel Legrand.
En 2001, après avoir passé dix ans à la tête d'AlloCiné en tant que PDG, Jean-David Blanc revend l'entreprise, alors bénéficiaire, à Vivendi-Universal qui l’intègre à Canal Numédia, la filiale web de Canal +. C'est également cette année-là qu'est créé le service Allociné Vision. Il permet de consulter des émissions sur le cinéma. Il évolue par la suite en Kiosque Ciné.
En avril 2002, Allociné connaît deux événements majeurs :
- dans le domaine de la télévision, la chaîne Allociné Télévision, lancée en septembre 2000 sur CanalSatellite, fusionne avec son concurrent, Ciné Info[11], le 26 avril 2002, sous la marque Allo Ciné Info (Allociné Télévision 50 %, Ciné Info 50 %) ; elle est diffusée sur TPS (Ciné Info étant initialement contrôlé par Suez et donc diffusée sur TPS) sous ce nom jusqu’en décembre 2002 ;
- Allociné est rattaché à la filiale Internet du groupe Vivendi Universal.

Cependant, en septembre 2003, à la faveur de la restructuration du groupe Vivendi Universal, AlloCiné est cédée et redevient indépendante. Un an après, Allociné parvient à retrouver des bénéfices, malgré 4,5 millions d'euros de pertes en 2003 alors qu'elle fait partie du groupe Canal+. Elle est reprise par le fonds d'investissement français CITA (Compagnie d'investissement dans les technologies avancées) Gestion FCPR1, créé en 1985 à parité entre des institutions financières françaises et koweïtiennes.
Puis, en 2005, Allociné complète son portail d'information avec les contenus sur les séries télévisées. Le service est lancé au Royaume-Uni à l'adresse web allocine.co.uk.
Outre une « marge de progression importante » (moins de 1 % des billets de cinéma sont vendus en ligne en France contre 60 % aux États-Unis d’après le service de presse d'Allociné), Allociné occupe une position de quasi-monopole de portail du cinéma, vendant ses contenus et ses services à l'ensemble des portails généralistes et aux opérateurs de téléphonie mobile. Elle illustre le parcours d’une société dans un « secteur facile à dématérialiser », la vente de place de cinéma, et la mise en place des stratégies multimédias afférentes.
En octobre 2006, Allociné entre au capital d'Abricoo, une société d'ingénierie spécialisée dans les blogs et les applications Web 2.0.
En 2007, le site web d'Allociné connaît une micro-révolution pour la diffusion de média, passant des formats désuets Microsoft Windows Media / Real au format Flash Video (Adobe), à l'instar de YouTube et Dailymotion, ergonomie comprise. Allociné poursuit son développement international avec le lancement du site web en Allemagne (allocine.de).
Allociné est cédé à Tiger Global, un fonds d'investissement américain qui acquiert une participation majoritaire au sein du capital de la société pour un montant non communiqué. Selon Le Figaro, la valorisation atteindrait 120 millions d'euros. Claude Esclatine, transfuge de France Télévisions, est nommé PDG.
En 2008, allocine.co.uk devient screenrush.co.uk. Le service est également arrêté sur le Minitel.
En 2009, Allociné prend 34 % du capital de la régie cinéma Talent Group et procède à l'acquisition du site web allemand filmstarts.de. Une nouvelle version d'Allociné est publiée le 15 octobre.

### Années 2010
En février 2010, Alloclap est lancé, service d'information par téléphone sur un lieu de tournage où une plaque signalétique est installée.
La société Allociné achète, en mai 2010, le site turc beyazperde.com au portail web mynet.com (centré sur le cinéma),,,.
En 2011, l'application Allociné débarque chez les FAI sur les décodeurs TV. La chaîne de télévision Allociné TV sur les réseaux câble et satellite (dès le 5 septembre sur les réseaux Orange, Free et Bouygues, à partir du 20 septembre sur Canalsat et Numericable et dès le 4 octobre chez SFR). est également lancée. Allociné TV est une chaîne axée sur le cinéma, gratuite et indépendante. Elle consacre sa grille à l'actualité et la diffusion des films de cinéma. Également annoncée, la diffusion de 190 films et une heure de direct chaque jour.
Moins d'un an après, le 15 avril 2012, Allociné TV est fermé, après la diffusion pendant quelques mois sur les réseaux satellites, câbles et ADSL.
En juillet 2013, 98 % d'Allociné sont cédés à Fimalac pour un montant de 66,9 millions d'euros. La société est transférée dans les locaux de sa filiale Webedia, rachetée deux mois plus tôt et propriétaire des sites Internet Pure People, Pure Trend et Pure Medias, auxquels s'adjoindront lebonguide.com, OverBlog, CanalBlog et jeuxvideo.com en 2014 et Easyvoyage en 2015. Au cours des deux années suivantes, plus des deux tiers des employés sont amenés à quitter la société ou licenciés par la nouvelle direction, et plusieurs cas sont portés devant le tribunal des Prud'hommes de Paris, lequel statue en faveur des ex-salariés.
Allociné fait un partenariat avec Spotify, en juin 2014, les bandes originales des films sont disponibles via les fiches des films.
En novembre 2014, la société Allocine est dissoute et l'activité est reprise par la société Webedia.

### Années 2020
Le forum d'Allociné ferme ses portes en octobre 2020.

## Allociné TV & Allociné Productions
Le 5 septembre 2011 a lieu le lancement de la chaîne de télévision Allociné TV sur les réseaux câble et satellite de Orange, Free et Bouygues, à partir du 20 septembre sur CanalSat et Numericable et le 4 octobre chez SFR. Allociné TV est une chaîne axée sur le cinéma, gratuite et indépendante des autres chaînes. Elle propose 24 h sur 24 émissions et reportages sur l’actualité et les coulisses du 7e art. Également annoncée, la diffusion de 190 films et 1 heure de direct tous les soirs. Le financement de la chaîne se fait par la publicité. L'ensemble de ses programmes sont produits par sa filiale AlloCiné Productions.
Le 15 avril 2012, Tiger Global, l'actionnaire américain d'Allociné décide de la fermeture d'Allociné TV après moins d'un an de diffusion.
AlloCiné Productions, la filiale de production audiovisuelle du groupe créée en 2011 est conservée. Elle reste directement supervisée par Grégoire Lassalle (PDG Groupe), Frédéric Krebs (DG Groupe) et Gabriel K Sardet (créateur et producteur de Merci Qui ?, Dedans AlloCiné et Faux Raccord), qui s'en voit confié la direction stratégique et opérationnelle.

## Allociné dans le monde
Allociné est présent dans les pays suivants :
| Langue | Pays        | Nom                      | Site internet                                | Ouverture | Fermeture     |
| ------ | ----------- | ------------------------ | -------------------------------------------- | --------- | ------------- |
| (fr)   | France      | AlloCiné                 | www.allocine.fr                              | 1997      | Actif         |
| (en)   | Royaume-Uni | Allocine puis Screenrush | www.allocine.co.uk puis www.screenrush.co.uk | Juin 2005 | Décembre 2013 |
| (de)   | Allemagne   | FilmStarts               | www.FilmStarts.de                            | 2007      | Actif         |
| (es)   | Espagne     | SensaCine                | www.SensaCine.com                            | 2009      | Actif         |
| (pt)   | Brésil      | AdoroCinema              | www.AdoroCinema.com                          | Août 2011 | Actif         |
| (tr)   | Turquie     | Beyazperde               | www.Beyazperde.com                           | 2011      | Actif         |
| (es)   | Mexique     | SensaCine Mexico         | www.SensaCine.com.mx                         | ?         | Actif         |

## Fonctions communautaires
En plus de proposer une banque de données sur tous les films sortis en France, Allociné propose aux internautes de s'inscrire au site, leur permettant de poster sur les forums de leur choix, de réagir aux films via leurs critiques personnelles. Des blogs y sont hébergés, bénéficiant ainsi de la base de données interne. Chaque film, chaque acteur, chaque réalisateur possède son propre forum que chacun est libre d'étoffer. En septembre 2008, leurs forums possédaient près de 12 millions de messages répartis dans environ 284 000 sujets.
En 2008, Allociné crée le Club 300, qui rassemble les contributeurs et les experts ciné/séries. La plupart sont des membres influents et fidèles du site Allociné, mais d'autres sont aussi des blogueurs extérieurs qui font partager leur passion. Ces membres sont invités régulièrement à des avant-premières et des soirées.
Dès janvier 2009, Allociné ouvre sa plateforme éditoriale aux contributions des internautes sur la rubrique Séries TV puis sur les films. Un ensemble de fonctionnalités permet aux utilisateurs de participer directement au contenu éditorial en créant de nouvelles fiches séries ou films par exemple.

## Émissions
À l'origine producteur de programmes sur le web, Allociné via Allociné Productions a produit plusieurs centaines de numéros d'émissions pour la télévision : Plein 2 ciné diffusé sur France 2, Face au film diffusé sur Ciné +, Le Ciné de Luigi et Mercredi c'est... diffusés sur France 4, Plan Séance diffusés sur Arté, Cette semaine au cinéma, diffusé dans les cinémas Gaumont-Pathé, ainsi que des programmes d'infodivertissement diffusés sur Canal Play, SFR, SFR Jeux à la demande et Bbox. Sur le web, certaines de ses productions comme Faux Raccord, FanZone, La Minute, Dedans AlloCiné et Merci Qui ? sont considérées comme des émissions culte[réf. nécessaire].
Depuis 2018, AlloCiné est présent dans l'émission Le recap ciné sur la chaîne web de diffusion en direct Lestream (possédée par Webedia) tous les mardis.

### Liste des émissions
- Faux Raccord : émission hebdomadaire lancée le 15 janvier 2010 traitant des erreurs et faux raccords présents dans les films présentée par Michel et Michel (une nouvelle version, plus courte, nommée Faux Raccord Reloaded, voit le jour en 2016).
- Top 5 : émission quotidienne établissant un Top 5 sur différents sujets du cinéma.
- Fanzone : émission quotidienne sur les sagas, les suites et les super-héros (une nouvelle version en temps réel voit le jour en 2017).
- Ma scène préférée : émission où des stars du cinéma parlent de leurs scènes favorites.
- Carnet de voyages : émission tournée pendant les festivals de cinéma.
- Face au film : émission hebdomadaire confrontant des équipes de film face aux critiques et aux questions des internautes.
- Cinétrip : émission mensuelle présentant les plus grands lieux de tournage à travers le monde.
- Aviez-vous remarqué ? : les petits détails des plus grands films.

Allociné possède également une webradio, fournie par le bouquet Goom Radio.

### Émissions disparues
- Game in Ciné : émission traitant des jeux vidéo en rapport avec des films.
- Direct to DVD : émission bimensuelle traitant des films sortants directement en DVD.
- Tueurs en séries : émission hebdomadaire, sortant le vendredi et traitant des séries télévisées.
- À l'affiche cette semaine : émission diffusée sur la chaîne de télévision d'Allociné, paraissant le mercredi et parlant de tous les films de la semaine en diffusant aussi leurs bandes-annonces.
- Best Film Directors : émission relatant la carrière des plus grands réalisateurs américains. Elle se termine le 9 mars 2012.
- Bubbles : bandes-annonces enrichies d'informations ou d'anecdotes écrites.
- Escale à Nanarland : émission bimensuelle, puis hebdomadaire à partir de septembre 2011, lancée le 29 octobre 2010, et parlant des nanars en collaboration avec le site Nanarland.
- Hollywood Boulevard : émission relatant la carrière de stars du cinéma.
- La Minute : émission quotidienne, sortant le vendredi, traitant des sujets de cinémas récents.
- Le Son de cinéma : émission mensuelle puis bimensuelle lancée en 2011 et traitant de l'actualité musicale du cinéma. Elle se termine le 27 octobre 2012.
- Merci qui ? : émission diffusée les lundi, mercredi et vendredi, de 2008 à 2010, elle proposait avec humour des anecdotes méconnues du cinéma. Elle se termine le 27 juin 2010 et reste pour beaucoup une des émissions culte d'AlloCiné.
- On ramasse les copies! : émission de micro-trottoir qui consistait à interroger un spectateur de cinéma sur le film qu'il venait de voir.
- Parallèle Cannes : émission quotidienne durant le Festival de Cannes 2010.
- Planète Ciné : émission hebdomadaire paraissant le mercredi, elle est considérée comme le zapping du cinéma, montrant de courts extraits du net ou de la télé en rapport avec le cinéma. Elle se termine le 27 juillet 2012.
- Plein 2 ciné : émission hebdomadaire, sortant tous les mercredis et parlant des sorties de la semaine en montrant les bandes-annonces.Elle disparait du site le 17 octobre 2012 d'être diffusée sur France 2.
- Tapis rouge : interviews à chaud sur le tapis rouge durant le Festival de Cannes 2012.
- Tout un programme : émission quotidienne (du lundi au vendredi) diffusée exclusivement sur la chaîne de télévision d'Allociné. Présentée par la rédaction d'AlloCiné, l'émission conseillait les spectateurs sur les films diffusés chaque soir sur toutes les chaînes du câble.
- Dedans Allociné : émission hebdomadaire humoristique racontant les fausses coulisses du site AlloCiné.

## Fréquentation et chiffres d'affaires
En décembre 2011, Allociné rassemble 8,4 millions de visiteurs par mois, soit 75 % des sites de cinéma en France (avec pour principal concurrent Premiere.fr, à la différence duquel et également pour d'autres sociétés ou magazines, Allociné propose des informations et non des critiques de cinéma). Présent dans plusieurs pays étrangers comme la Chine, le Brésil, la Russie ou encore le Royaume-Uni, le groupe compte quarante millions de visiteurs par mois dans le monde (soit la deuxième meilleure audience derrière IMDB). En 2010, son chiffre d'affaires est de vingt-cinq millions d'euros (dont 80 % à partir de la publicité) et 2,6 millions de bénéfices ; en 2003, deux ans après la bulle Internet, Allociné arrive difficilement à rentabiliser son modèle (six millions de chiffres d'affaires et sept millions de pertes), ce qui avait conduit Vivendi à le revendre ainsi qu'à un plan social faisant passer le nombre de salariés de quatre-vingts à vingt. En 2004, la société renoue avec les bénéfices et voit les dividendes à ses actionnaires multipliés par deux en 2005, par quatre en 2006 et par sept en 2007, avant d'être vendue au groupe d'investissement américain Tiger.
En 2015, le groupe AlloCiné est vendu par Tiger à Webedia, qui vient d'être racheté par Fimalac, fonds d'investissement de Marc Ladreit de Lacharrière. AlloCiné cesse d'exister comme société en 2016 pour devenir une marque de l'éditeur de site Webedia.

## Siège
Ses différents sièges se sont situés au :
- 29 rue du Louvre, Paris 2e ;
- 120 avenue des Champs-Élysées, Paris 8e[21] ;
- 3 avenue Hoche, Paris 8e.

Son siège actuel se situe dans les locaux de Webedia, au 2 rue Paul-Vaillant-Couturier à Levallois-Perret.

## Organigramme
(au 1er janvier 2021)
- Véronique Morali (présidente du directoire)
- Cédric Siré (directeur général de Webedia)
- Adrien Chabal (co-directeur général AlloCiné)
- Julien Drouais (co-directeur général AlloCiné)
- Julien Thomas (Directeur de la Publication d'AlloCiné)

## Identité visuelle

Logos d'Allociné
De 2010 à 2019.
Depuis 2019.

## Polémiques
En octobre 2015, alerté par les plaintes de nombreux internautes, le site du quotidien belge L'Avenir affirme qu'Allociné aurait « dopé » la sortie des Nouvelles Aventures d’Aladin en ne référençant que des critiques de presse plutôt favorables et en bloquant le forum consacré au film, alléguant des messages à caractère raciste ou antisémite alors que, selon Les Inrocks, « ce traitement n’avait pas été réservé pour des productions beaucoup plus controversées ». Certains utilisateurs s'étonnent également du nombre d'avis positifs provenant d'internautes inscrits uniquement pour noter le film,. Devant l'émoi suscité, relayé par de nombreux sites d'informations et les réseaux sociaux, la direction publie un communiqué dans lequel elle affirme que « hors achat média clairement identifié comme tel, aucun contenu n'a été acheté/commandé/sponsorisé pour Les Nouvelles Aventures d'Aladin » tout en regrettant les proportions prises par une polémique qui n’a « définitivement pas lieu d’être ». Loin de calmer les esprits, l'article génère des centaines de commentaires témoignant des dérives constatées par les internautes depuis de nombreux mois.
En février 2016, Télé Obs revient dans un long article sur la polémique, en s'appuyant sur les témoignages d'anciens salariés qui dénoncent « la gestion catastrophique d’Allociné depuis son rachat par Webedia ». « Ligne éditoriale soumise aux desiderata publicitaires et aux lubies des réseaux sociaux », élargissement du « panel des médias, en ajoutant des sites de type Voici ou Public, peu réputés pour avoir la dent dure, tout en décalant d’une demi-journée la publication des critiques les plus négatives » afin « d’augmenter la note moyenne du film et de ne pas impacter les entrées du premier mercredi », développement du native advertising et du brand publishing, « procédés qui consistent à faire payer une marque en échange d’un package promotionnel allant d’une mise en avant traditionnelle (affichages, vidéos, etc.) à un panaché de publireportages (diaporamas, articles) » accroissant « la pression des distributeurs sur la rédaction »… La vérification des avis, effectuée jusqu'alors par un community manager en interne afin de lutter contre les faux profils créés par certains distributeurs pour « gonfler artificiellement l’indice de popularité de leurs films », est ainsi désormais confiée à un prestataire extérieur soupçonné d'avoir « automatisé le service de modération ». Invitée à être « gentille » avec le film de Jamel Debbouze Pourquoi j'ai pas mangé mon père lors de sa sortie en avril 2015, la rédaction se voit remettre par la suite « une liste de titres “à bichonner” : Aladin, Les Tuche 2 et Camping 3 », tandis que l'ordre est donné de « couper les commentaires d’Aladin sur l’ensemble du site juste avant sa sortie ». En moins de trois ans, une majorité des collaborateurs historiques (54 sur 96) quitte la société, amplifiant « les dysfonctionnements éditoriaux » au risque de « casser le rapport de confiance à l’utilisateur ».
Dans une réponse aux auteurs de l'article, Cédric Siré, directeur général de Webedia, assume des choix « forts, stratégiques [et] majeurs » qui n'ont « qu’un seul objectif : rendre AlloCiné meilleur ».
Le 22 février, le site Arrêt sur images publie des extraits d'un mail interne adressé aux salariés du groupe Webedia par les rédacteurs en chef d'Allociné, Yoann Sardet et Vincent Garnier, dans lequel ces derniers admettent qu'il leur a été « demandé d'être vigilants sur Aladin et Pourquoi j’ai (pas) mangé mon père […] comme c’est le cas sur certains films “sensibles” » sans pour autant les faire bénéficier d’un « traitement éditorial de faveur », l’enjeu consistant à « trouver le bon équilibre dans nos échanges avec [les distributeurs], en maintenant l’indépendance de notre ligne éditoriale ». Quant aux nombreux départs, ils reconnaissent que si « le manque de dialogue, le choc de cultures, les a priori de part et d’autre ou le souvenir d’un certain “âge d’or d’Allociné” ont eu des conséquences désastreuses sur le moral des équipes, source de rancœurs et de conflits plus ou moins ouverts […] cette phase douloureuse est maintenant du passé ».

### Raids de sympathisants d’extrême droite
Les films portant sur les migrants ou les quartiers défavorisés sont ciblés par des raids de sympathisants d’extrême droite sur Allociné visant à leur attribuer la note la plus basse et des critiques très négatives. La Société des réalisatrices et réalisateurs de films critique des « manœuvres d’intimidation » qui « cherchent en réalité à pratiquer une censure qui ne dit pas son nom. » Le site déclare avoir identifié le problème depuis plusieurs années et prendre des mesures pour tenter d'y remédier,.